# Oțelul Gałacz
Asociația Suporter Club Oțelul Gałacz (rum. Oțelul Galați; wym. [ot͡selul ɡaˈlat͡sʲ]) – rumuński klub piłki nożnej, grający obecnie w Liga I mający siedzibę w mieście Gałacz, stolicy okręgu o tej samej nazwie.

## Historia
Klub został założony w 1964 roku. W 1986 roku po raz pierwszy w swojej historii awansował do pierwszej ligi rumuńskiej, a w 1988 roku zadebiutował w Pucharze UEFA i pokonał wówczas 1:0 Juventus F.C. W pucharze tym wystąpił dzięki zajęciu 4 miejsca w lidze, a sukces ten powtórzył także w latach 1997 i 1998.
W 2007 roku awansował do Pucharu UEFA poprzez wygranie Pucharu Intertoto. Eliminował kolejno takie zespoły jak: Slavija Istočno Sarajevo (0:0, 3:0) i Trabzonspor w finale (2:1, 2:1).
W sezonie 2010/11 klub odniósł swój największy sukces w historii, wygrywając pierwszą ligę rumuńską. Do tamtej chwili największym osiągnięciem klubu był finał Pucharu Rumunii w sezonie 2003/2004, przegrany 0:2 z Dinamem Bukareszt.
W sezonie 2011/2012 awansował do fazy grupowej Ligi Mistrzów. W grupie C rywalami Oțelulu były zespoły: Manchester United, SL Benfica oraz FC Basel. Zespół jednak zajął ostatnie, 4. miejsce w grupie nie zdobywając ani jednego punktu.

## Sukcesy
- faza grupowa Ligi Mistrzów 2011
- mistrz Rumunii: 2011
- finalista Pucharu Rumunii: 2004, 2024
- Puchar Intertoto: 2007
- 4 miejsce w Liga I: 1988, 1997, 1998

## Zawodnicy

### Aktualny skład
Stan na 10 września 2023.
| Nr | Poz. | Piłkarz             |
| -- | ---- | ------------------- |
| 1  | BR   | Gabriel Ursu        |
| 2  | OB   | Milen Zhelev        |
| 4  | OB   | João Serrão         |
| 5  | OB   | Ariel López         |
| 7  | NA   | George Cârjan       |
| 8  | PO   | Ionuț Neagu         |
| 9  | NA   | Iliya Dimitrov      |
| 11 | NA   | Alexandru Pop       |
| 12 | BR   | Relu Stoian         |
| 13 | BR   | Cosmin Dur-Bozoancă |
| 14 | OB   | Silviu Rus          |
| 15 | OB   | François Yabré      |
| 16 | OB   | Costin Ghiocel      |
| 17 | PO   | Răzvan Tănasă       |

| Nr | Poz. | Piłkarz           |
| -- | ---- | ----------------- |
| 20 | PO   | Ștefan Bodișteanu |
| 21 | PO   | Samuel Teles      |
| 22 | OB   | Dan Panait        |
| 23 | PO   | Vasile Jardan     |
| 24 | PO   | Denis Bordun      |
| 25 | OB   | Dragan Lovrić     |
| 26 | PO   | Mihai Adăscăliței |
| 27 | PO   | Pablo Gaitán      |
| 28 | OB   | Miguel Silva      |
| 30 | PO   | Juri Cisotti      |
| 31 | PO   | Diego Živulić     |
| 67 | NA   | Frédéric Maciel   |
| 90 | NA   | Kehinde Fatai     |

### Reprezentanci kraju grający w klubie
- Iulian Apostol
- Marius Baciu
- Gabriel Boștină
- Alexandru Bourceanu
- Aurel Calin
- Florin Cernat
- Daniel Florea
- Sorin Ghionea
- Viorel Ion
- Stefan Nanu
- George Ogăraru
- Gabriel Paraschiv
- Bogdan Stelea
- Viorel Tănase
- Dashnor Dume
- Marian Zeciu
- Stevo Nikolić
- Stojan Kolew
- Żiwko Żelew
- Salif Nogo
- Marlin Piana
- Ali Wahaib Shnayin
- Tadas Graziunas
- Paulius Gribauskas
- Gheorghe Boghiu

## Europejskie puchary
Legenda do wszystkich tabel:
- Q – runda eliminacyjna, 1/16, 1/8, 1/4, 1/2 – odpowiednia faza rozgrywek, Grupa – runda grupowa, 1r gr – pierwsza runda grupowa, 2r gr – druga runda grupowa, F – finał, R – runda, PO – play-off
- k. – rzuty karne, los. – losowanie, Dogr. – dogrywka, w. – zasada bramek strzelonych na wyjeździe

### Liga Mistrzów
| Sezon   | Runda   | Klub              | Dom | Wyjazd | Ogólnie    |
| ------- | ------- | ----------------- | --- | ------ | ---------- |
| 2011/12 | Grupa C | FC Basel          | 2–3 | 1–2    | 4. miejsce |
| 2011/12 | Grupa C | SL Benfica        | 0–1 | 0–1    | 4. miejsce |
| 2011/12 | Grupa C | Manchester United | 0–2 | 0–2    | 4. miejsce |

### Puchar UEFA/Liga Europy
| Sezon   | Runda | Klub             | Dom | Wyjazd | Ogólnie |
| ------- | ----- | ---------------- | --- | ------ | ------- |
| 1988/89 | 1R    | Juventus F.C.    | 1–0 | 0–5    | 1–5     |
| 1997/98 | 1Q    | HIT Gorica       | 4–2 | 0–2    | 4–4, w. |
| 1998/99 | 1Q    | Słoga Jugomagnat | 3–0 | 1–1    | 4–1     |
| 1998/99 | 2Q    | Vejle BK         | 0–3 | 0–3    | 0–6     |
| 2004/05 | 1Q    | Dinamo Tirana    | 4–0 | 4–1    | 8–1     |
| 2004/05 | 2Q    | Partizan         | 0–0 | 0–1    | 0–1     |
| 2007/08 | 2Q    | Łokomotiw Sofia  | 0–0 | 1–3    | 1–3     |

### Puchar Intertoto
| Sezon | Runda | Klub             | Dom | Wyjazd | Ogólnie |
| ----- | ----- | ---------------- | --- | ------ | ------- |
| 2007  | 2R    | Slavija Sarajewo | 3–0 | 0–0    | 3–0     |
| 2007  | 3R    | Trabzonspor      | 2–1 | 2–1    | 4–2     |